# Artéria occipital
A artéria occipital origina-se da artéria carótida externa oposta à artéria facial. Seu caminho está abaixo do ventre posterior do digástrico até a região occipital. Esta artéria fornece sangue à parte posterior do couro cabeludo e aos músculos esternocleidomastóideos e aos músculos profundos das costas e pescoço.

## Imagens adicionais

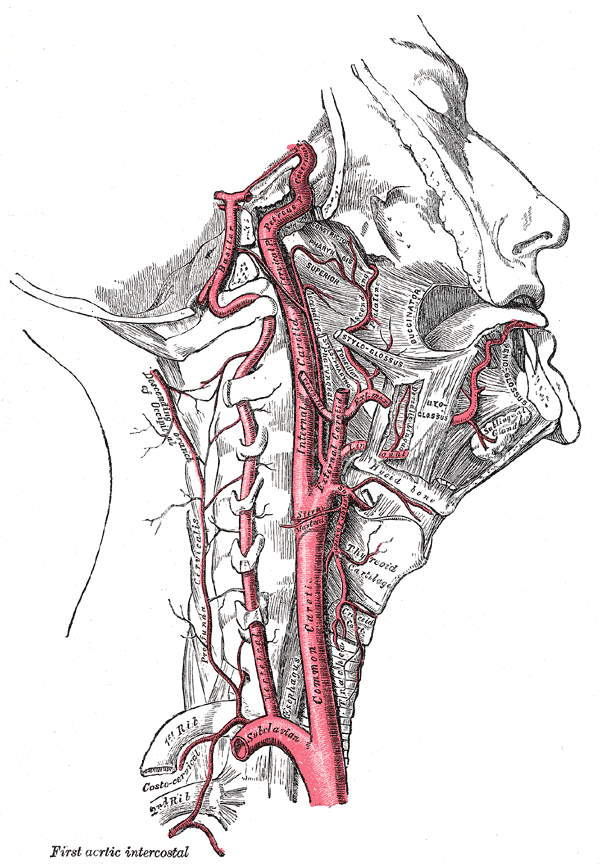
As artérias carótidas internas e vertebrais. Lado direito.
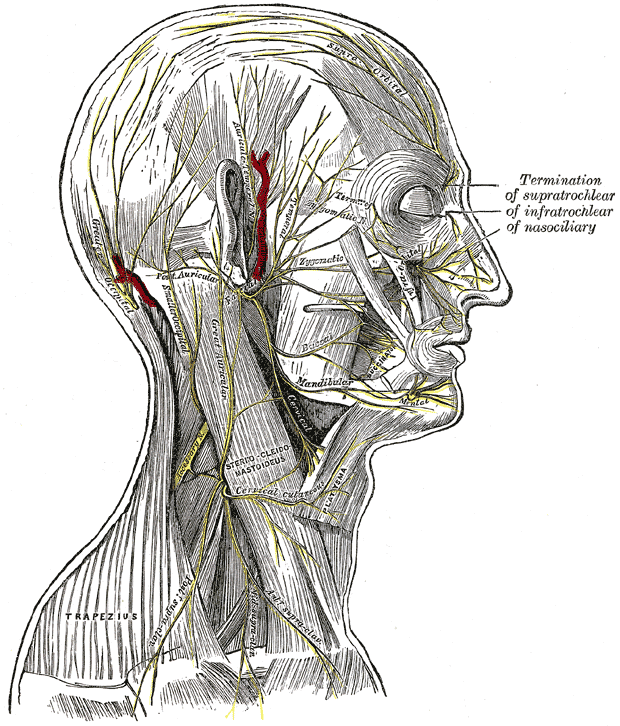
Os nervos do couro cabeludo, rosto e pescoço.
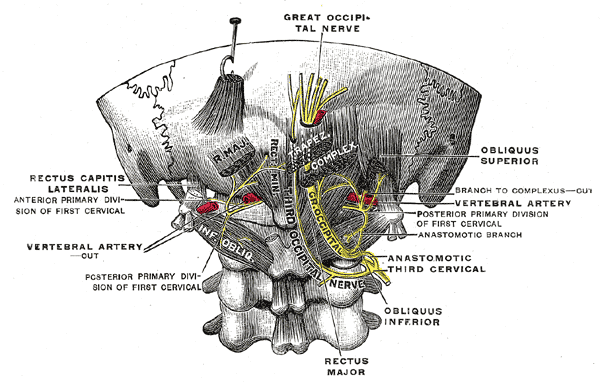
Divisões primárias posteriores dos três nervos cervicais superiores.
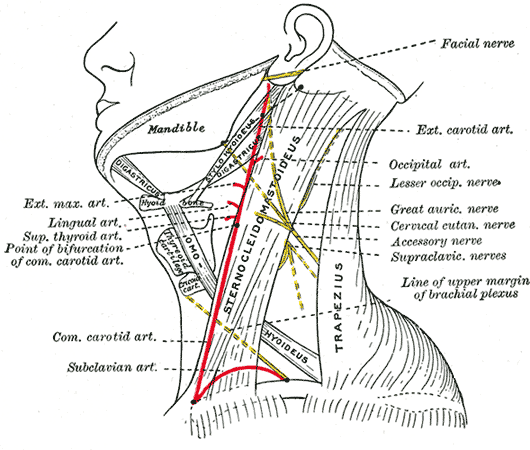
Lado do pescoço, mostrando as principais marcas da superfície.
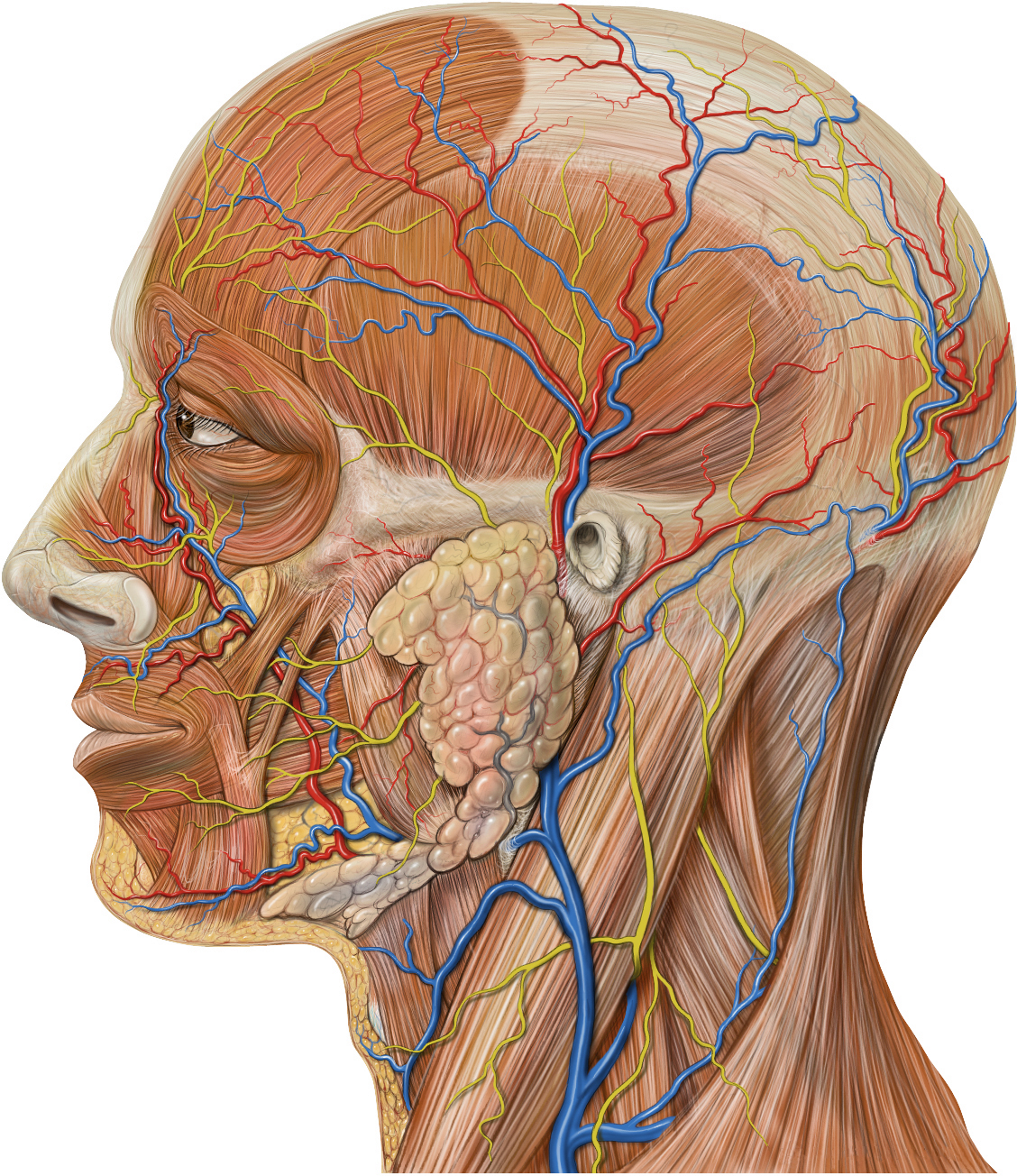
Detalhe da anatomia da cabeça lateral